# Thomas Newton
Thomas Newton (Lichfield, 1º gennaio 1704 – Londra, 14 febbraio 1782) che servì come vescovo di Bristol dal 1761 al 1782.

## Biografia

### Gli studi a Cambridge
Newton era figlio di John Newton, un mercante di brandy. Cresciuto orfano di madre (morta quando il piccolo aveva soltanto un anno), Thomas Newton fu educato al Trinity College di Cambridge (maggio 1723), laureandosi in Bachelor of Arts (B.A.) nel 1726/27 e divenendo Magister artium (M.A.) nel 1730. Successivamente fu eletto fellow del Trinity stesso.

### La carriera ecclesiastica
Mentre stava ancora studiando a Cambridge, Newton fu ordinato diacono nel dicembre del 1729, e poi prete l'anno successivo. Nel 1730 divenne vicar di Trebeck a St.George's, mentre nel 1742, grazie alla conoscenza con l'influente Pulteney, conte di Bath, Newton ne divenne cappellano privato. Grazie a questa posizione, il prelato poté frequentare le alte sfere della politica e della corte reale, venendo presentato addirittura al principe di Galles, Federico di Hannover. Nell'agosto del 1747, si sposò con Jane Trebeck, matrimonio che durerà fino alla morte di lei, avvenuta nel 1754. Una svolta nella carriera ecclesiastica di Newton giunse nel 1761 quando, grazie alle conoscenze con Augusta di Sassonia-Gotha-Altenburg e col conte di Bute, rispettivamente madre e primo ministro del nuovo re Giorgio III (1760-1820), Newton fu nominato vescovo di Bristol e consacrato come tale il 28 dicembre del 1761. Divenuto,l'8 ottobre 1768, decano della Cattedrale di Saint Paul a Londra, Newton proseguì la sua vita di studi e ricerche fino alla morte, avvenuta nel 1782.

## Le opere

### Opere d'erudizione
Thomas Newton rappresentava il prototipo del clero anglicano durante l'età georgiana: erudito, colto, poco interessato ai doveri pastorali e dal costume più rilassato rispetto alle generazioni precedenti, che avevano vissuto gli anni turbolenti della guerra civile e la grande stagione dei caroline divines, vale a dire i teologi anglicani incentrati sul confronto liturgico col cattolicesimo. Difatti, la produzione di Newton si concentra su opere di carattere erudito, volte a confrontarsi con i deisti e i razionalisti dell'età dei lumi. Tra i suoi più celebri lavori includono le sue annotazioni al Paradise Lost di Milton, inclusa una biografia dell'autore, pubblicata nel 1749
L'opera più importante, secondo quanto disse Johnson, consistette nelle Dissertations on the Prophecies, una grande analisi erudita delle profezie della Bibbia, che furono stampate nel 1758. Newton, attraverso una lunghissima rassegna di esegesi dei Libri di Daniele e dell'Apocalisse, si sforzò nell'intravedere il Papa come l'Anticristo finale, specialmente nella Dissertation XXVI – recapitulation of the prophecies relating to Popery.